# Guillaume Dupré
Pour les articles homonymes, voir Dupré.
Guillaume Dupré, né à Sissonne vers 1576 et mort à Paris en 1643, est un médailleur et sculpteur français.

## Biographie
La vie et la carrière artistique de Guillaume Dupré est assez mal connue, et Luc Smolderen qui lui a consacré une petite monographie estime « que le moment est sans doute venu de lui consacrer l'ouvrage que l'importance de son rôle dans l'Histoire de la Médaille française justifierait. »
Dupré naît à Sissonne vers 1576. En 1604, il a un fils, Abraham, qui sera lui aussi médailleur. Il est le gendre du sculpteur Barthélemy Prieur. En 1597, il entre au service du roi Henri IV. En 1604, il est nommé, conjointement avec Jean Pillon, contrôleur des poinçons et monnaies de France, charge qu'il assume seul à partir de 1617. Dès 1611, il était devenu premier sculpteur du roi, prenant la suite de Barthélemy Prieur dans ce poste. En 1612, il effectue un voyage en Italie. Vers 1629, il est nommé commissaire général de l'Artillerie. Il gravera des médailles pour Henri IV, Louis XIII et le tout début du règne de Louis XIV.

## Apport stylistique
Selon Luc Smolderen, Guillaume Dupré se distingue des graveurs de son époque par l'importance des reliefs qu'il donne à ses médailles. Cela s'expliquerait pas sa formation initiale de sculpteur auprès de son beau-père. Il effectuait aussi lui-même ses fontes et produisait des pièces d'une qualité et d'une finition exceptionnelle. Le voyage qu'il effectua en Italie influença aussi son style qui annonce d'une certaine façon le baroque français.

## Œuvres
- Buste du roi Henri IV, 1610, cire polychrome, Chantilly, musée Condé[2].
- Petrus Jeannin Président du Parlement de Dijon, 1616, 1618, médaillon bronze mince, méd. 0,16, Gray (Haute-Saône), musée Baron-Martin.
- Henri IV, statue, Paris, musée du Louvre.
- Buste d'Henri IV, réplique du XIXe siècle d'après Dupré, musée national du château de Pau[3].

## Galerie

Médailles par Guillaume Dupré
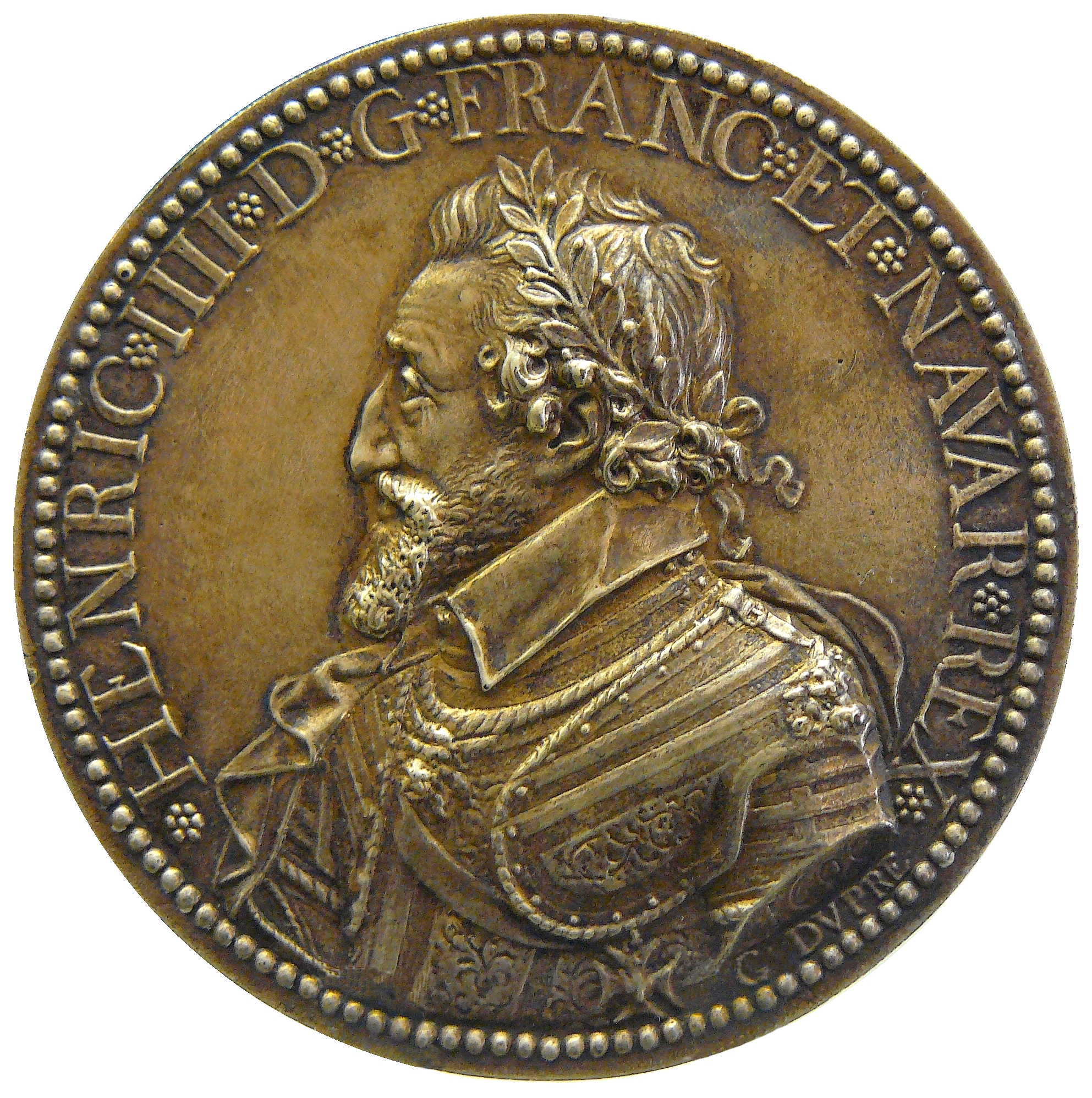
Henri IV (1600), Paris, département des Monnaies, médailles et antiques de la Bibliothèque nationale de France.
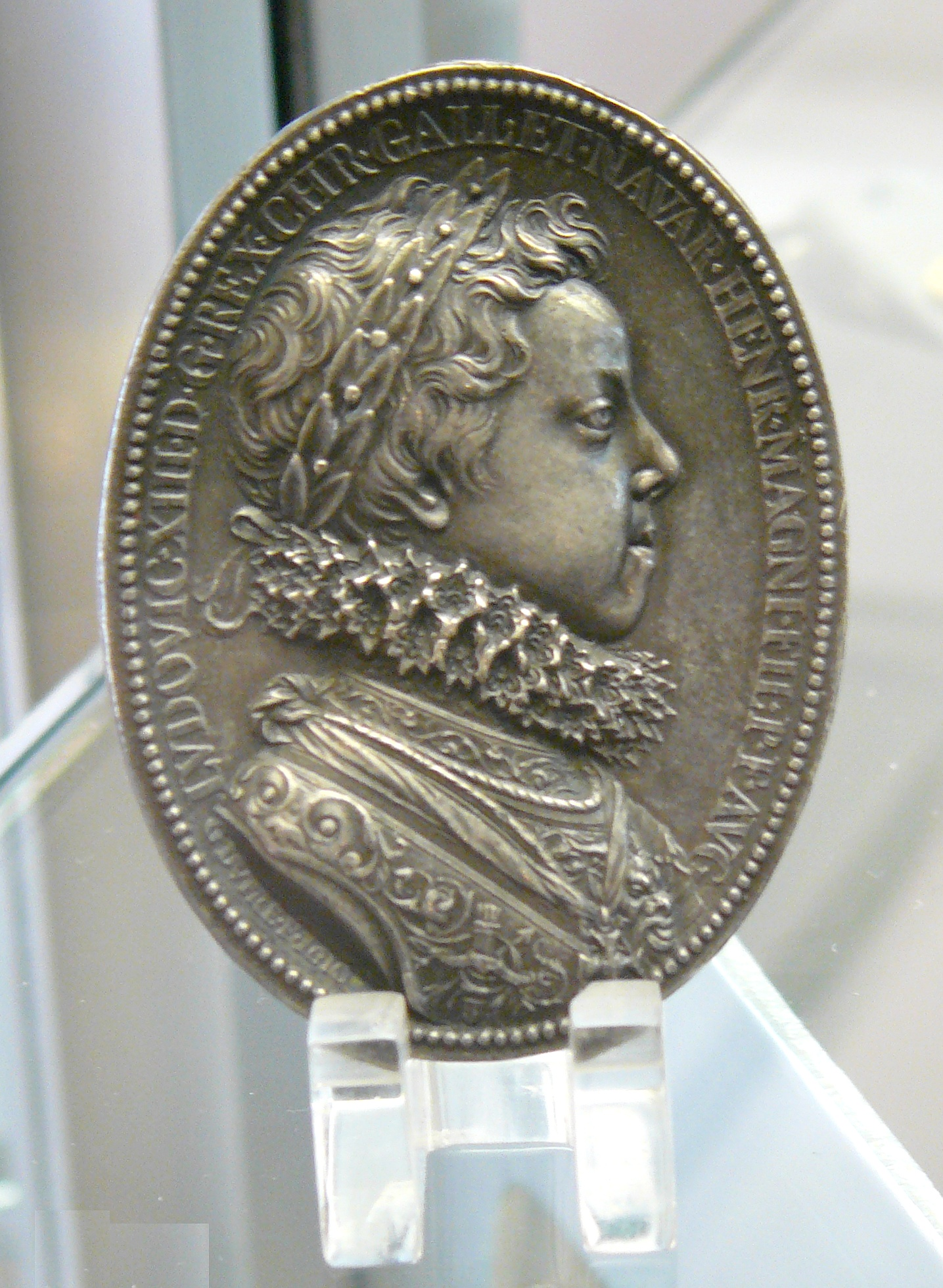
Louis XIII enfant (1610), Paris, département des Monnaies, médailles et antiques de la Bibliothèque nationale de France.